# Bølgetal
Bølgetallet {\displaystyle k} angiver for en bølge, hvor tæt bølgetoppene ligger i rummet. Mere præcist er bølgetallet omvendt proportionalt med bølgelængden {\displaystyle \lambda }:
{\displaystyle k={\frac {2\pi }{\lambda }}}
Faktoren {\displaystyle 2\pi } er antallet af radianer, der går på én bølgelængde. Bølgetallet er altså den rumlige pendant til vinkelfrekvensen. Hvis fx en sinus-funktion bruges til at repræsentere en bølge i {\displaystyle x}-retningen er bølgen {\displaystyle y} givet ved
{\displaystyle y(x)=\sin(kx)}
På den måde starter en bølgelængde ved {\displaystyle x=0} og slutter ved {\displaystyle x=\lambda }.
{\displaystyle {\begin{aligned}y(0)&=\sin(k\cdot 0)=0\\y(\lambda )&=\sin(k\lambda )=\sin \left({\frac {2\pi }{\lambda }}\lambda \right)=\sin(2\pi )=0\end{aligned}}}
I mere end én dimension er bølgetallet længden af en vektor kaldet bølgevektoren, som angiver bølgefrontens retning.
| Fysik | Spire Denne artikel om fysik er en spire som bør udbygges. Du er velkommen til at hjælpe Wikipedia ved at udvide den. |